# Comesperma praecelsum
Comesperma praecelsum är en jungfrulinsväxtart som beskrevs av F. Müll.. Comesperma praecelsum ingår i släktet Comesperma och familjen jungfrulinsväxter. Inga underarter finns listade i Catalogue of Life.